# Johan Fabricius
Johan Johannes Fabricius (24. srpna 1899 Bandung, Nizozemská východní Indie, dnes Indonésie – 21. června 1981 Glimmen, Nizozemsko) byl nizozemský spisovatel a novinář.
Fabricius patří k nejvýznamnějším nizozemským spisovatelům a je vůbec nejvíce do češtiny překládaným nizozemským spisovatelem. Umělecké nadání ho přivedlo nejprve na dráhu malířskou, později literární. Většinu svého života cestoval, za druhé světové války pracoval v nizozemském vysílání anglického rozhlasu.
Náměty pro své knihy čerpal Fabricius ze svých zahraničních pobytů (Itálie, Anglie), hodně psal o rodné Indonésii, oblíbený byl i jako autor knih pro děti. Těžiště jeho tvorby je však ve velmi čtivých historických románech, kromě nich je však také autorem poutavých společenských románů ze současnosti. Ve svém díle zdařile spojil poučení o dávno minulých časech s exotikou, erotikou a napětím.

## Dílo

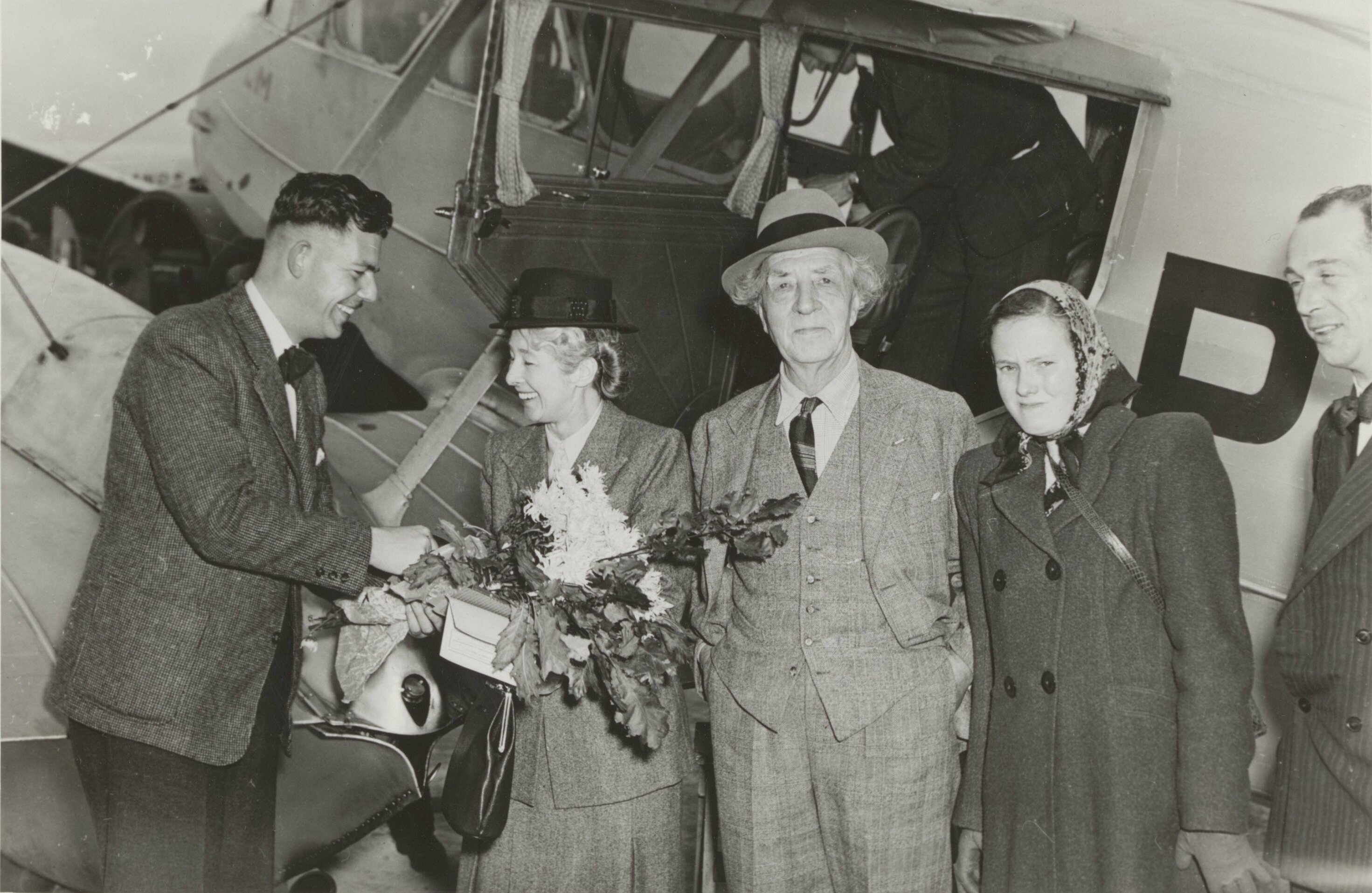
Johan Fabricius s rodinou roku 1946

- De scheepsjongens van Bontekoe (1924, česky: Plavčíci kapitána Bontekoea, 1935, další výtisky 1940, 1946, 1958, 1966, 1977, 2010; nový překlad 1996), dobrodružný román pro děti, popisující dobrodružství čtyř chlapců, kteří se jako plavčíci zúčastnili plavby obchodní holandské lodi Nový Hoorn do východní Indie. Tento román má ze všech nizozemských děl přeložených do češtiny největší počet edicí - 8 edicí v 65 letech
- Het meisje met de blauwe hoed (1927, česky: Dívka v modrém klobouku, 1933), společenský román,
- Komedianten trokken voorbij (1931, česky: Jeli tudy komedianti, 1933, 1941), první díl tzv. Italské trilogie, odehrávající se v barvitém prostředí Itálie 18. století, ve světě karnevalů, chudiny, temných vášní, nočních soubojů, úkladů i nevinných lásek.
- Melodie der verten (1932, česky: Melodie dálek, 1934, 1941), druhý díl tzv. Italské trilogie,
- De dans om de galg (1934). česky: Tanec kolem šibenice, 1936, 1941), třetí díl tzv. Italské trilogie (Italské trilogie vyšla ještě jako celek 1934, 1973.
- Leeuwen hongeren in Napels (1934, česky: Lvi hladovějí v Neapoli, 1934),
- Eiland der demonen (1941, česky: Ostrov démónů, 1947), román z indonéského prostředí,
- Nacht over Java (1944, Noc nad Jávou), román z indonéského prostředí,
- Hotel Vesuvius (1948, česky: Hotel Vesuvio, 1947), humoristický román,
- Het geheim van het oude landhuis (1965, česky: Tajemství starého venkovského sídla, 1972), dětský dobrodružný a detektivní román odehrávající se v autorově současnosti na malém ostrově v Karibském moři.
- Halfbloed (1947, česky: Z dvojí krve, 1948), román z indonéského prostředí.
- De grote geus (1949, česky: Velký géz, 1978, 2003), historický román z doby nizozemského protihabsburského odboje v 16. století.
- Herinneringen van een oude pruik (1961, česky: Vzpomínky staré paruky, 1966), historický román líčící rušný život slavného italského dramatika Carla Goldoniho.
- Jongensspel (1963, česky: Klukovská hra, 1984),
- Weet je nog, Yoshi? (1966, česky: Pamatuješ, Joši?, 1969), román o milostném poměru vypravěče k mladé japonské dívce Joši, osobní sekretářce anglického velvyslance.
- Wij Tz'e Hsi, keizerin van China (1968, česky: Tajný deník čínské císařovny, 1971, 1987, 1994, 2012), historický román líčící osudy čínské císařovny-vdovy Cch’-si. S nákladem více než 750 000 výtisků ve 4 edicích je tato kniha nejúspěšnějším nizozemským dílem přeloženým do češtiny.
- Toontje Polant (1972, česky: Tonek z Napoleonovy armády, 1981), dobrodružný román pro děti líčící osudy chudého holandského chlapce, který se nechá naverbovat do napoleonské kadetky a poté se zúčastní moha bitev včetně bitvy u Waterloo.
- Hendrik Jacobus Jut, of De dubbele moord aan de bogt van Guinea (1974, česky: Otec neznámý, 1975), divadelní hra o vraždě, kterou Fabricius musel popsat jako žurnalista při procesu.
- De bruiden in bad en andere duistere daden (1981, česky: Nevěsty ve vaně, Čest mladé dámy, Nikoli na okraji, 1982), sbírka historek, vyšlo posmrtně.

## Filmové adaptace
- Het meisje met de blauwe hoed (1934), nizozemský film, režie Rudolf Meinert
- Het meisje met de blauwe hoed (1972), nizozemský televizní seriál, režie Dick van 't Sant
- De scheepsjongens van Bontekoe (2007), nizozemský film, režie Steven de Jong

## Česká vydání
- Jeli tudy komedianti, Družstevní práce, Praha 1933, přeložila Lída Faltová, znovu 1941
- Dívka v modrém klobouku, Ústřední dělnické knihkupectví a nakladatelství, Praha 1933, přeložil Josef Mach
- Melodie dálek, Družstevní práce, Praha 1934, přeložila Lída Faltová, znovu 1941
- Lvi hladovějí v Neapoli, Družstevní práce, Praha 1934, přeložila Lída Faltová
- Plavčíci kapitána Bontekoea, Družstevní práce, Praha 1935, přeložila Lída Faltová, znovu 1940 a 1946
- Tanec kolem šibenice, Družstevní práce, Praha 1936, přeložila Lída Faltová, znovu 1941
- Ostrov démónú, Jaroslav Koliandr, Praha 1947, přeložila Ella Kazdová
- Noc nad Jávou, Evropský literární klub, Praha 1947, přeložil Hugo Běhounek
- Z dvojí krve, Horizont, Praha 1948, přeložila Milada Šimsová
- Hotel Vesuvio, František Borový, Praha 1948, přeložil Josef Mach
- Plavčíci kapitána Bontekoea, SNDK, Praha 1958, přeložila Lída Faltová, znovu 1966 a 1977
- Vzpomínky staré paruky, Odeon, Praha 1966, přeložila Olga Krijtová
- Pamatuješ, Joši?, Odeon, Praha 1969, přeložila Ella Kazdová
- Tajný deník čínské císařovny, Odeon, Praha 1971, přeložila Olga Krijtová, znovu 1987, Český klub, Praha 1994 a XYZ, Praha 2012
- Tajemství starého venkovského sídla, Albatros, Praha 1972, přeložila Stanislava Hřebíčková
- Otec neznámý, Dillia, Praha 1975, přeložila Ella Kazdová a Jaromír Kazda
- Jeli tudy komedianti, Melodie dálek, Tanec kolem šibenice, Odeon, Praha 1973, přeložila Lída Faltová
- Velký géz, Odeon, Praha 1978, přeložila Milena Perglerová, znovu Český klub, Praha 2003
- Tonek z Napoleonovy armády, Albatros, Praha 1981, přeložila Olga Krijtová
- Nevěsty ve vaně, Čest mladé dámy, Nikoli na okraj, vyšlo v revui Světová literatura 1982/5, přeložili Jitka Růžičková a Marta Nouzová
- Klukovská hra, Mladá fronta, Praha 1984, přeložila Olga Krijtová
- Plavčíci kapitána Bontekoea, Toužimský & Moravec, Praha 1996, přeložil Gustav Kadlec
- Plavčíci kapitána Bontekoea, XYZ, Praha 2010, přeložila Lída Faltová.